# Pentax K-x
Die Pentax K-x ist eine digitale Spiegelreflexkamera der Marke Pentax mit 12-Megapixel-Sensor. Sie kam im September 2009 auf den Markt.

## Beschreibung
Die K-x ist eine sehr kompakte DSLR mit Kunststoffgehäuse. Sie ist leichter als andere digitale Pentax-Spiegelreflexkameras, besitzt aber keinen Spritzwasserschutz, wie ihn beispielsweise die K10D, K20D, K200D, K-7 und K-5 haben, und wird meist mit einem Leichtbau-Kit-Objektiv (DA-L) verkauft. Gegenüber der höherwertig ausgestatteten, fast zeitgleich erschienenen K-7 weist sie Verbesserungen bezüglich der maximalen Empfindlichkeit und dem Bildrauschen auf, außerdem eine kürzere Verschlusszeit (bis zu 1/6000 s). Die K-x wird – insbesondere in Japan – neben dem traditionellen Schwarz in einer großen Auswahl unterschiedlicher Farben des Kameragehäuses angeboten. Im Oktober 2010 kam das unter anderem mit einem größeren und höher auflösenden Display ausgestattete Nachfolgemodell K-r auf den Markt.
Im Gegensatz zu vergleichbaren Modellen anderer Anbieter wird die K-x mit 4 Standard-Akkus des Formats AA betrieben. Mit einem Satz wiederaufladbarer NiMH-Akkus mit der nominellen Kapazität von 2.000 mAh können – je nach Einsatzhäufigkeit des Blitzes – zwischen 500 und 1000 Fotos gemacht werden. Als Zubehör ist ein Netzgerät mit Batteriefachadapter erhältlich.

## Weitere Funktionen
- Live View mit Kontrastautofokus
- HD-720p-Video mit 24 fps
- opto-magnetischer Bildstabilisator im Kameragehäuse. Dies erlaubt Bildstabilisation mit beliebigen Objektiven. Fremdobjektive oder ältere Pentax-Objektive, die ihre Brennweite nicht an die Kamera übermitteln, können im Kameramenü manuell angepasst werden. Der eingebaute Bildstabilisator arbeitet nicht in den Einstellungen Selbstauslöser, Fernsteuerungseinstellung, Langzeitbelichtung und HDR-Aufnahmen.
- HDR (High Dynamic Range)
- Der Autofokus unterstützt sowohl Objektive mit integriertem AF-Motor als auch konventionellen Stangen-AF.
- optionale Infrarot-Fernbedienung
- Steuerung von Pentax-Systemblitzgeräten über das eingebaute Blitzgerät

### High Dynamic Range (HDR)
Im HDR-Modus nimmt die Kamera 3 Bilder mit unterschiedlichen Belichtungseinstellungen auf, die anschließend zu einem einzigen JPEG-Bild zusammengefügt werden. Da jedes der 3 Einzelbilder dabei, was die Kameraposition betrifft, mit den anderen beiden identisch sein muss, ist für HDR-Aufnahmen unbedingt ein Stativ zu empfehlen.

### RAW-Formate
Die Kamera kann in zwei verschiedenen RAW-Formaten aufzeichnen, zum einen dem herstellereigenen PEF-Format, zum anderen dem offenen Standard-Format Adobe Digital Negative (DNG). Ferner kann jedes Bild gleichzeitig im RAW- und im JPEG-Format abgelegt werden. Urheberrechtsinformationen und der Name des Fotografen können von der Kamera direkt in die Exif-Daten der Bilder eingebettet werden. Dies trifft auch auf die JPEGs zu. Das mitgelieferte Camera Utility 4 für Windows und macOS ist sowohl Dateibrowser als auch RAW-Entwickler und basiert auf einer Version des Silkypix Developer Studios.

### Video-Funktion
Die Kamera ist in der Lage, HD-Videos aufzunehmen. Die Kamera benutzt den (ähnlich wie der DV-Codec arbeitenden) lizenzfreien MJPEG-Codec für die Videoaufzeichnung, der zwar relativ große Videodateien erzeugt, allerdings weniger stark komprimiert als beispielsweise AVCHD. Der Vorteil hierbei ist, dass jedes Einzelbild ein tatsächliches Vollbild ist, während AVCHD lediglich die Veränderungen in einer Bilderserie (GOP) speichert. Dies wirkt sich auch positiv auf die Arbeitsleistung des Schnittsystems aus da MJPEG weniger Prozessorleistung fordert als AVCHD, was ein schnelleres und einfacheres Arbeiten und Schneiden der Videos ermöglicht, wohingegen AVCHD Videos, für in einen einfacheren Schnitt, erst in ein weniger komprimiertes Intermediate Format transcodiert werden müssen.
Videos können entweder in HD (1280 × 720 p) oder SD (640 × 416 Pixel) aufgezeichnet werden, jeweils mit 24 Bildern pro Sekunde. Sie werden als AVI-Dateien gespeichert. Der Ton der Videos ist unkomprimiertes PCM wave mit einer Samplingfrequenz von 32 Kilohertz und einer Wortbreite von 16 Bit mono. Eine Anschlussbuchse für externe Mikrofone fehlt. Videos können auch stumm aufgenommen werden. Ob ein Video mit oder ohne Ton aufgezeichnet werden soll, muss vorher eingestellt werden. Die Aufzeichnungsdauer ist auf 25 Minuten bzw. die maximale Dateigröße von vier Gigabyte begrenzt, da dies die maximale Dateigröße für FAT32 (das verwendete Dateiformat für Speicherkarten) ist. In bester Aufzeichnungsqualität (HD fine) mit Ton entspricht dies etwa zwölf Minuten. Ist die maximale Dateigröße eines Videos erreicht, wird die Aufnahme automatisch beendet und gespeichert. Eine Folgeaufnahme muss manuell gestartet werden. Die Videoaufnahme ist auch mit Bildstabilisierung möglich, jedoch übertragen sich die Geräusche des Stabilisators auf das eingebaute Mikrofon, so dass Aufnahmen mit Ton nur mit einem externen Aufzeichnungsgerät sinnvoll sind.

## Firmware
Die Firmware-Updates für die Pentax K-x haben folgende Probleme behoben:
- Kompatibilität mit SDXC Speicherkarten (seit FW 1.02).
- Der „Crossprocessing“-Effekt bekam im Videomodus mehr zur Auswahl stehende Farbkombinationen (seit FW 1.01).
- Die Möglichkeit, den „Crossprocessing“-Effekt der grünen Taste zuzuweisen, wurde hinzugefügt.
- Verbesserte Genauigkeit der Batteriestand-Anzeige unter bestimmten Bedingungen und verbesserte Stabilität und Arbeitsleistung.

## Abbildungen

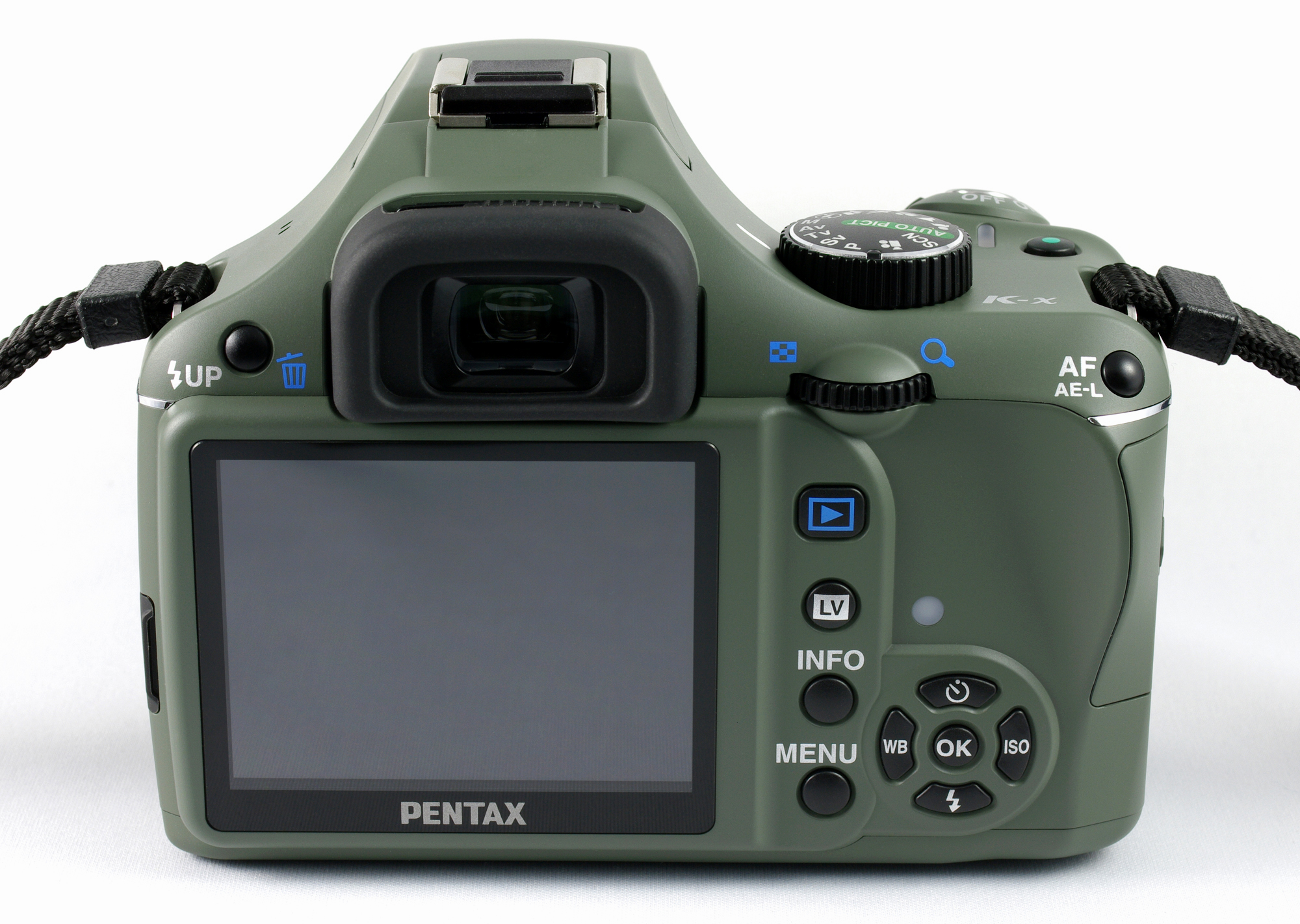
Rückseite mit Display (olivgrünes Gehäuse)
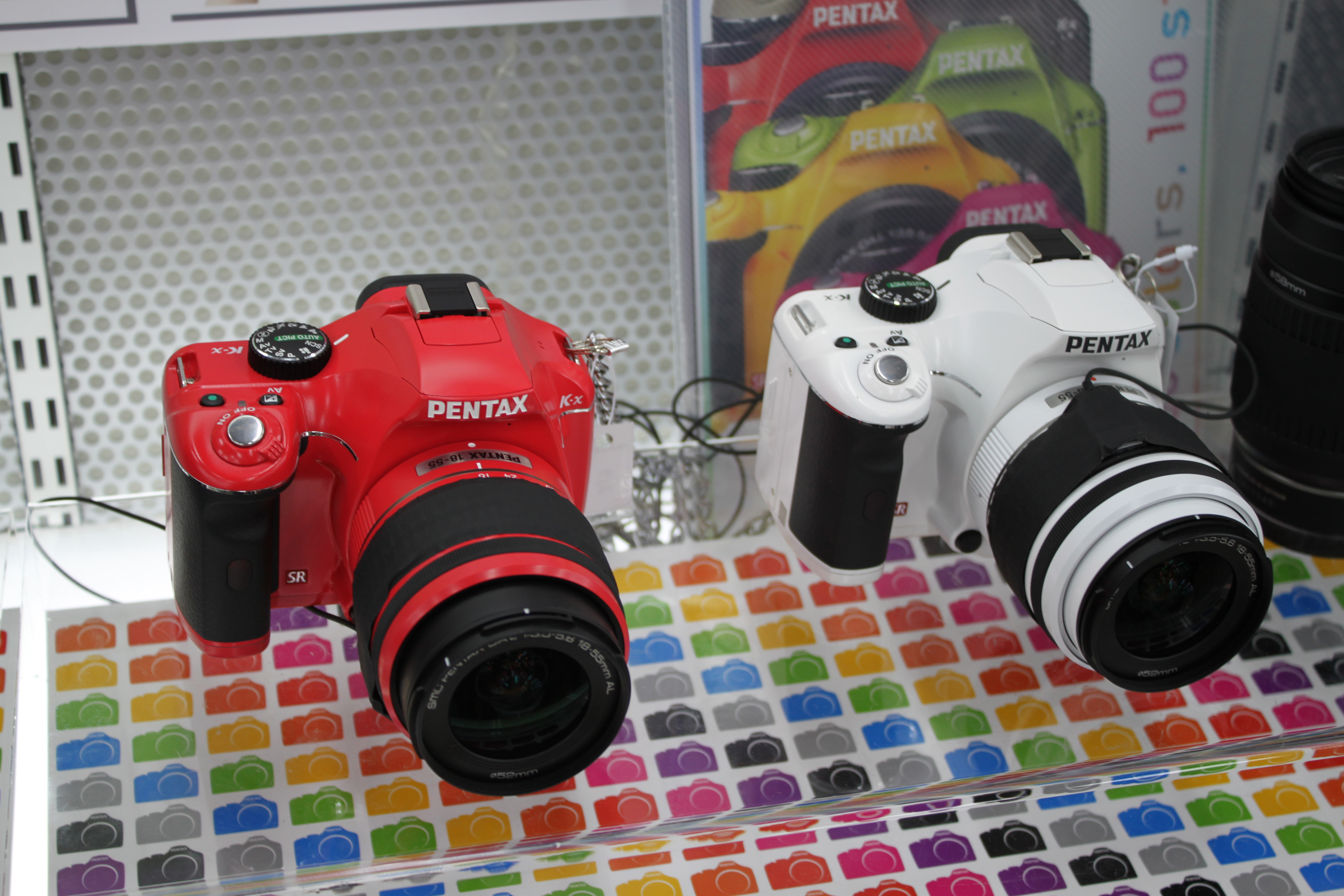
Pentax K-x in Rot und Weiß
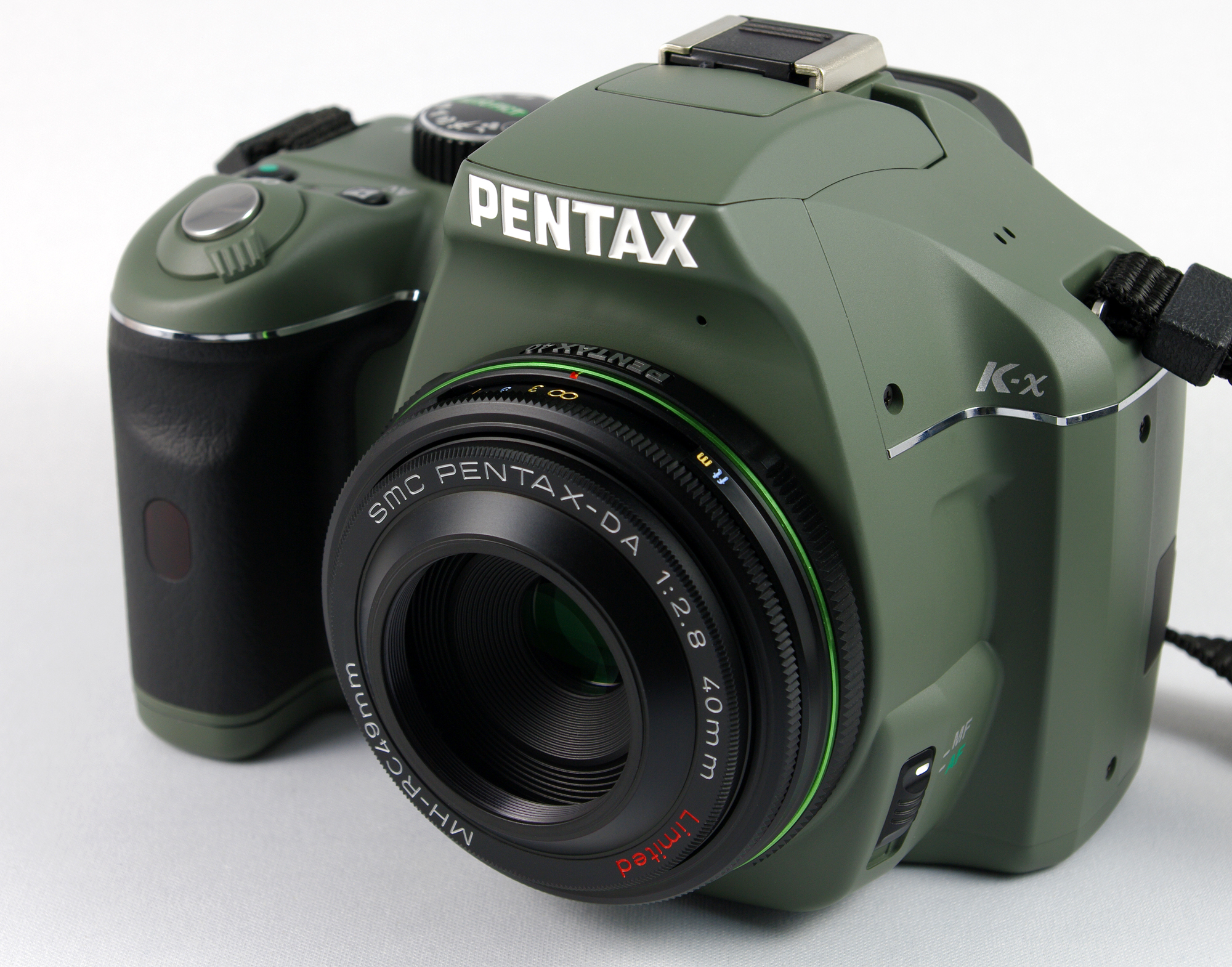
Olivgrünes Gehäuse mit Pancake-Objektiv
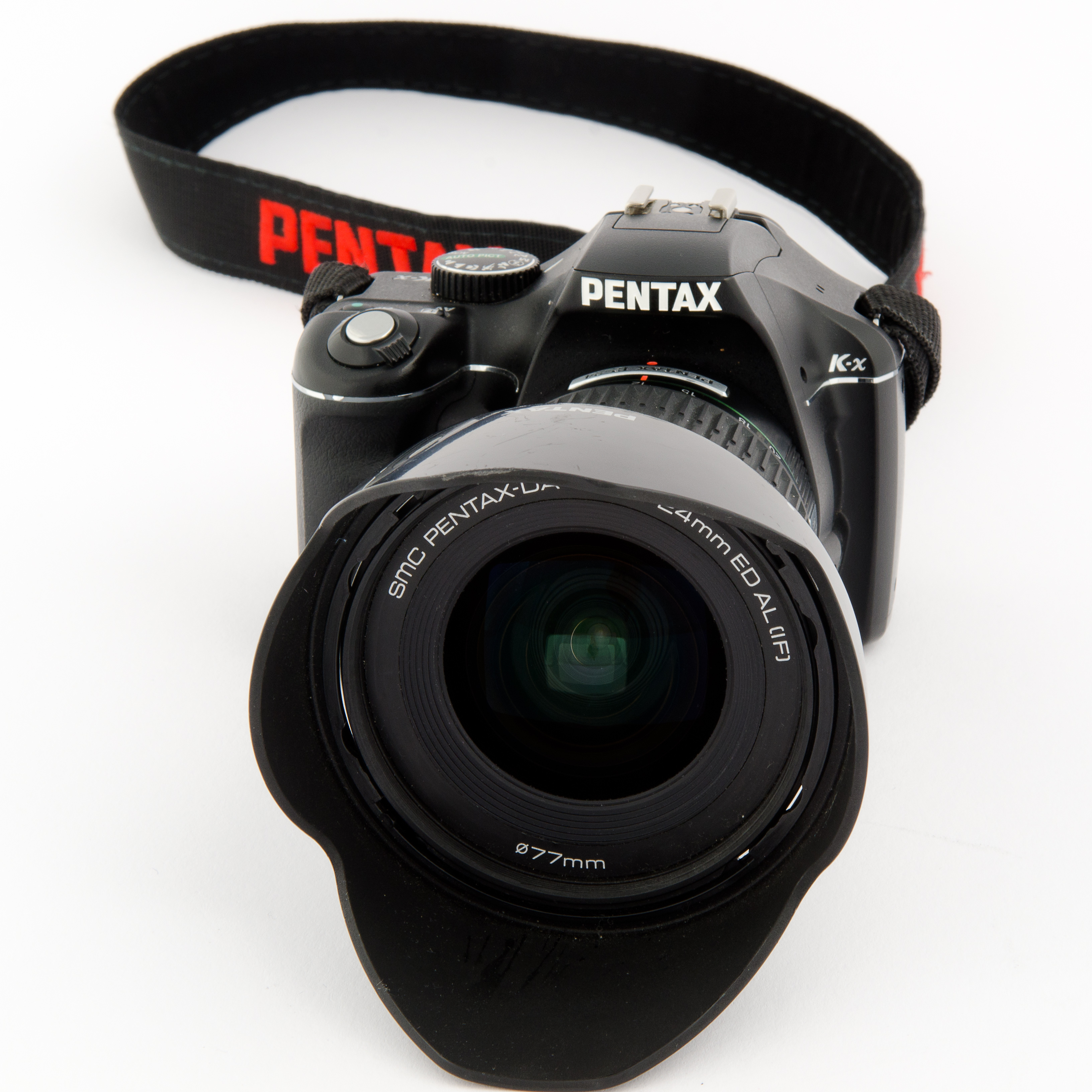
Schwarzes Gehäuse mit DA 4/12-24mm